# アジア・アフリカ会議
アジア・アフリカ会議（アジア・アフリカかいぎ、Asian-African Conference、AA会議またはバンドン会議）は、1955年にインドネシアのバンドンで開催された歴史的な国際会議。第二次世界大戦後に独立したインドのジャワハルラール・ネルー首相、インドネシア大統領スカルノ、中華人民共和国国務院総理周恩来、エジプト大統領ガマール・アブドゥル＝ナーセルなど29ヶ国の代表団が参加した。第二回は開催されなかった。
本項目では2005年と2015年に行われた50周年会議と60周年会議も記述する。

## 概要

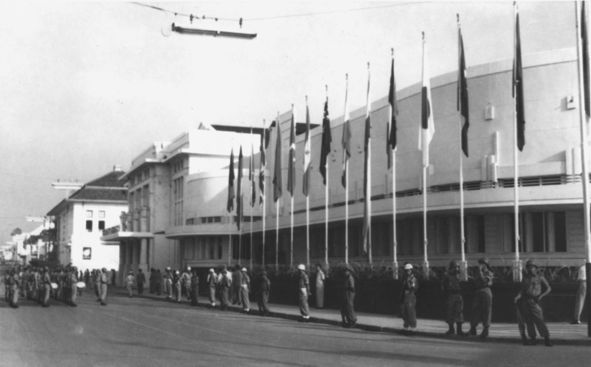
会場のムルデカ会館（1955年）

参加国

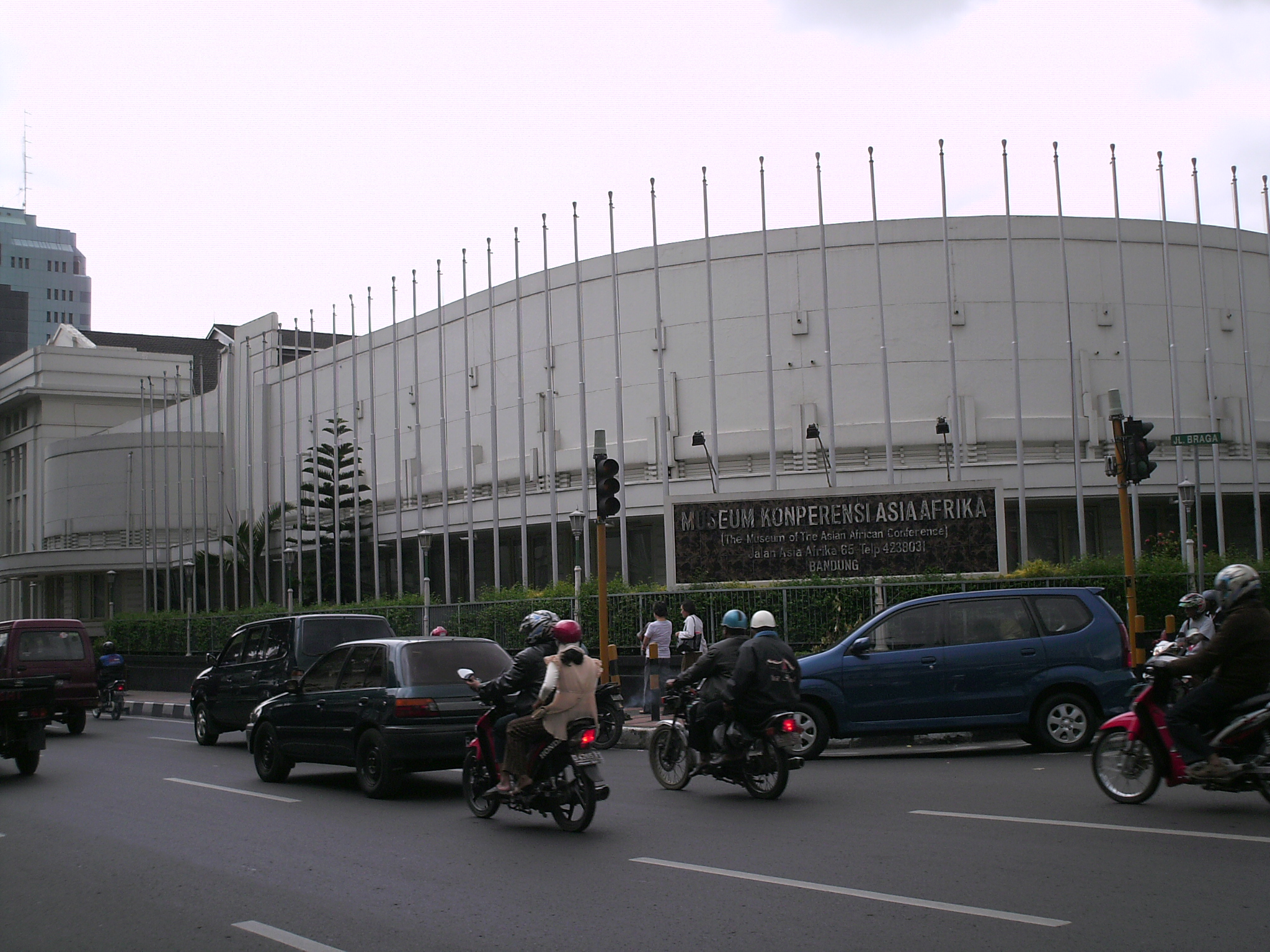
2007年のムルデカ会館（博物館として使用）

特にその第1回会議をバンドン会議（Bandung Conference）、または第1回アジア・アフリカ会議と呼ぶ。参加国はその多くが第二次世界大戦後に、イギリスやフランス、アメリカやオランダなどの帝国主義を標榜する欧米諸国の植民地支配から独立したアジアとアフリカの29ヶ国で当時の世界人口の54%を占めていた。
バンドン会議は中印の平和五原則を拡張した平和十原則を定め、継続的に開催される予定であったが、中印国境紛争やナセルのアラブ連合形成の失敗、スカルノの失脚などにより各国の指導者間の統一が乱れ、1964年に予定されていた第2回会議は開催されず、以降も開催されなかった。しかし、その精神は1961年9月に開催された第1回非同盟諸国首脳会議に引き継がれたと言える。その後、2005年にバンドン会議50周年記念会議が開催され、今後の定例化が決定された。

## バンドン会議開催までの経緯
1954年に印中首脳会談においてネルーと周恩来が平和五原則を発表し、同年4月28日から5月2日にセイロン（現・スリランカ）のコロンボで開催されていたコロンボ会議で、アジア・アフリカ会議を開催する構想が生まれた。
コロンボ会議には、アリ・サストロアミジョヨ（インドネシア首相）、ネルー（インド首相）、ムハンマド・アリー・ジンナー（パキスタン首相）、ジョン・コタラーワラ（セイロン首相）、ウー・ヌ（ビルマ首相）の5人が出席していた。この会議でインドネシア首相がアジア・アフリカ会議の必要性を表明し、他の4人は検討し、第1段階としてボゴールで1954年12月28日～29日に準備会合を開いた。インド・東南アジアの5ヶ国によるコロンボ会議によりインドシナ戦争の早期停止などが訴えられた。コロンボ会議に参加した5ヶ国は「コロンボ・グループ」と呼ばれる。
この会議の議題は次のようなものであった。
- アジア・アフリカ各国間の協力、相互利益、友好の推進
- 代表各国関係および社会・政治・文化問題の検討
- 国家の主権、民族問題、植民地主義などの、アジア・アフリカ諸国にとって特に重要な諸問題の検討
- 現代における、世界の、特にアジア・アフリカの諸国民の地位と、世界平和の推進のために可能である貢献の検討

これら5ヶ国とエジプトと中華人民共和国が中心となって、翌1955年4月18日にアジア・アフリカ会議の開催を実現させた。これは初の非白人国家だけによる国際会議であるとされる。30カ国が招待されていたが、中部アフリカのローデシアは国内の情勢不安定のために参加できず、29カ国の参加で開催された。
なお、中華人民共和国と敵対関係にあった中華民国、さらに大韓民国と朝鮮民主主義人民共和国（北朝鮮）、ソビエト連邦の衛星国であるモンゴル人民共和国（現モンゴル）は招待されなかった。会議直前には中華民国による周恩来の暗殺作戦とされるカシミールプリンセス号爆破事件が起きている。

## バンドン会議における意義
1. 反帝国主義、反植民主義、民族自決の精神。
2. アメリカ（西側諸国）、ソビエト連邦（東側諸国）のいずれにも属さない第3の立場を貫こうとする基本的指向。これによりいわゆる第三世界の存在を確立。
3. アメリカ、ソ連の対立を緩和する立場（バランシング・ブロック）を作る契機となった。
4. 会議において「世界平和と協力の推進に関する宣言」を採択した。

## 平和十原則
正式名称は世界平和と協力の推進に関する宣言。バンドン十原則（ダサ・シラ・バントン）とも呼ばれる。
1. 基本的人権と国連憲章の趣旨と原則を尊重
2. 全ての国の主権と領土保全を尊重
3. 全ての人類の平等と大小全ての国の平等を承認する
4. 他国の内政に干渉しない
5. 国連憲章による単独または集団的な自国防衛権を尊重
6. 集団的防衛を大国の特定の利益のために利用しない。また他国に圧力を加えない。
7. 侵略または侵略の脅威・武力行使によって、他国の領土保全や政治的独立をおかさない。
8. 国際紛争は平和的手段によって解決
9. 相互の利益と協力を促進する
10. 正義と国際義務を尊重

## 参加国
1. アフガニスタン王国
2. イエメン王国
3. イラク王国
4. イラン帝国
5. インド
6. インドネシア
7. 英領ゴールド・コースト
8. 英埃領スーダン
9. エジプト共和国
10. エチオピア・エリトリア連邦
11. カンボジア王国
12. サウジアラビア
13. シリア共和国
14. セイロン
15. タイ王国
16. 中華人民共和国
17. トルコ
18. 日本
19. ネパール王国
20. パキスタン
21. ビルマ連邦
22. ベトナム国
23. ベトナム民主共和国
24. フィリピン
25. ヨルダン
26. ラオス王国
27. リビア王国
28. リベリア
29. レバノン

## 日本からの出席
インドが中国をアジアの鍵と考え招待しようとしたことに対し、インドと緊張関係にあったパキスタンは危機感を抱き、対抗策として日本の招聘を提案。両国が応じたことで、日本と中華人民共和国の初顔合わせとなった。もっとも、アメリカ陣営にいた日本にとって冷戦を否定する本会議は懸念材料であったため、政治的議論からは距離を取り、アジア諸国との経済関係再構築の場と捉えようとした。
日本からは高碕達之助経済審議庁長官を代表として加瀬俊一外務相参与（後に国連大使となる）など外務大臣代理で出席した十数名が参加したが、他国は中華人民共和国の周恩来、インドのネルー、エジプトのナセル等いずれも元首、首相級が出席し、政府レベルの国際会議となった。会議では東西対立も見られたが、周は日本の意見を取り入れることで議論のまとめを行い、会議の立役者になっただけでなく、現地で高碕と戦後初の日中会談を行った。具体的な議論はなかったが、その後、高碕は日中関係発展に尽力することになる。
会議において日本は「政治問題には終始発言せず、陰で黙って見ていた。」と言うように、当初の予定通りとなった。

## バンドン会議50周年を記念する首脳会議
2005年4月22日に行なわれ、今後4年に1度首脳会談を開催（閣僚級会議は2年に1度）を決定した。
アジア・アフリカとラテンアメリカ諸国から各国首脳が参集し、会議への参加国はかつての29カ国から106カ国に増加した。アメリカやイギリス、ロシアやフランスなどの欧米諸国による帝国主義的なグローバリゼーションに対抗しながら、新しいアジア・アフリカの戦略的な連帯に関する宣言を行った。
また直前に発生した中国における反日運動に関し、日本の小泉純一郎首相は日本の戦争における歴史認識に関し、1995年8月15日に当時の村山富市首相の談話（いわゆる「村山談話」）を引き継ぐ声明を発した。

## バンドン会議60周年を記念する首脳会議
2015年4月22日から3日間の日程でジャカルタにて行われ、109か国の首脳・閣僚等、25の国際機関の代表が招待され、90カ国以上の首脳・閣僚等が参加した。関係が悪化していた日本と中国であったが、日本の安倍晋三内閣総理大臣と中国の最高指導者習近平総書記が首脳会談を行い関係改善を進めることに同意した。
安倍総理が行った演説では、戦後日本が「先の大戦の深い反省」を元に「国際紛争は平和的手段によって解決する」原則を守り続けてきた事を述べ、未来に向けて日本がアジア・アフリカ諸国と経済的、社会的に協力を進めていく重要性をうたった。この演説の中に「植民地支配と侵略に対する謝罪」の文言がなかったことについて、大韓民国のみが公式に安倍総理を非難した。

## 記憶遺産
2015年、『世界平和と協力の推進に関する宣言』の原本と会議の議事録や会議の様子を捉えた写真・映像などがユネスコ記憶遺産に登録された。